# Studenčane
Studençan en albanais et Studenčane en serbe latin (en serbe cyrillique : Студенчане) est une localité du Kosovo située dans la commune/municipalité de Theranda/Suva Reka et dans le district de Prizren/Prizren. Selon le recensement de 2011, elle compte 3 311 habitants.

## Démographie

### Évolution historique de la population dans la localité
| 1948  | 1953  | 1961  | 1971  | 1981  | 1991  | 2011  |
| ----- | ----- | ----- | ----- | ----- | ----- | ----- |
| 1 172 | 1 308 | 1 507 | 2 122 | 2 835 | 3 474 | 3 311 |

|  |

### Répartition de la population par nationalités (2011)
En 2011, les Albanais représentaient 99,33 % de la population.